# Yamaha V9938

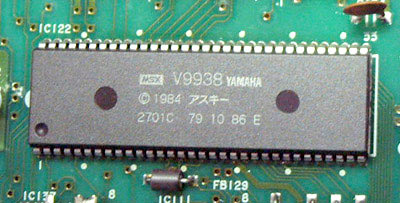
Микросхема Yamaha V9938, год выпуска 1986

Yamaha V9938 — электронный компонент, микросхема видеоконтроллера (VDP, Video Display Processor), разработанная компаниями ASCII Corporation, Microsoft и Yamaha в 1985 году. Создана специально для использования в бытовых компьютерах стандарта MSX2, появившегося в том же году. Также известна под названиями MSX-Video, E-VDP-I. Помимо большого количества компьютеров MSX2, микросхема применялась в компьютере Geneve 9640 (улучшенный вариант TI-99/4A), а также в терминалах телетекста стандартов CAPTAIN и NAPLPS.
Так как требовалось обеспечить обратную совместимость с компьютерами стандарта MSX1, V9938 была разработана на основе микросхемы Texas Instruments TMS9918, использовавшейся в этих компьютерах. V9938 унаследовала все возможности TMS9918 (режимы T1, G1, G2, MC), а также имела большое количество новых возможностей.
Впоследствии на основе V9938 был разработан улучшенный вариант микросхемы, V9958, использовавшийся в компьютерах стандарта MSX2+ и MSX Turbo R.

## Технические характеристики
- Видео-ОЗУ: 128 КБ (внешнее)
  - Опционально 64 КБ, в этом случае недоступны режимы G6 и G7
  - Опционально 192 КБ, при этом 64 КБ будут расширенной видеопамятью, доступной только в виде теневого экрана в режимах G4 и G5
- Тактовая частота: 21 МГц
- Частота строчной развёртки: 15 КГц
- Спрайты: до 32 спрайтов на экране, до 4 или 8 спрайтов на одной строке, 1 или 8 цветов из 16 на одну строку
- Аппаратно реализованные операции копирования блоков, рисования линий, заливки. и другие. С использованием или без использования логических операций
- Регистр вертикальной прокрутки
- Возможность наложения изображения на внешний видеосигнал и оцифровки внешнего сигнала
- Разрешение:
  - Горизонтальное: 256 или 512
  - Вертикальное: 192, 212 без чередования строк, 384 или 424 с чередованием строк
- Отображение цвета:
  - Режимы с палитрой: отображение до 16 цветов одновременно, из набора в 512 цветов
  - RGB-режимы: 256 цветов
- Видеорежимы
  - Текстовые режимы:
    - T1: 40 × 24, 2 цвета (из 512)
    - T2: 80 × 24, 4 цвета (из 512)
    - Все текстовые режимы также могут отображать 26.5 строк

  - Режимы блочной графики:
    - G1: 256 × 192, 16 цветов из палитры, один набор из 256 блоков графики 8×8 точек
    - G2: 256 × 192, 16 цветов из палитры, три набора по 256 блоков графики 8×8 точек
    - G3: 256 × 192, 16 цветов из палитры, три набора по 256 блоков графики 8×8 точек
    - MC: 64 × 48, 16 цветов из палитры, блоки 8×2 точек
    - Все графические режимы также могут отображать 212 строк, режим MC может отображать 53 строки
    - Режимы G2 и G3 различаются только режимом отображения спрайтов

  - Растровые режимы:
    - G4: 256 × 212, 16 цветов из палитры
    - G5: 512 × 212, 4 цвета из палитры
    - G6: 512 × 212, 16 цветов из палитры
    - G7: 256 × 212, 256 фиксированных цветов
    - Все растровые режимы также могут отображать 192 строки
    - Вертикальное разрешение всех режимов может быть удвоено с помощью чередования строк

## Терминология, используемая на MSX
В контексте MSX, экранные режимы часто называются по номеру, которые они имеют в MSX-Basic. Таблица соответствия этой нумерации и официальных названий:
| Номер режима в Бейсике | Режим видеоконтроллера VDP | Версия стандарта MSX |
| ---------------------- | -------------------------- | -------------------- |
| Screen 0 (ширина 40)   | T1                         | MSX 1                |
| Screen 0 (ширина 80)   | T2                         | MSX 2                |
| Screen 1               | G1                         | MSX 1                |
| Screen 2               | G2                         | MSX 1                |
| Screen 3               | MC                         | MSX 1                |
| Screen 4               | G3                         | MSX 2                |
| Screen 5               | G4                         | MSX 2                |
| Screen 6               | G5                         | MSX 2                |
| Screen 7               | G6                         | MSX 2                |
| Screen 8               | G7                         | MSX 2                |